# Henri de Kérillis
Henri de Kérillis, född 27 oktober 1889, död 11 april 1958, var en fransk publicist och politiker.
Henri de Kérillis var en framstående stridsflygare i första världskriget, blev 1926 politisk redaktör i Écho de Paris och 1937 chefredaktör för tidningen efter Henri Simond, som bröt med tidningens ägare och grundade L'Époque. Kérillis blev chef för högerns propagandabyrå, sökte länge förgäves bli deputerad och invaldes i kammaren 1936. Han framträdde som utpräglad fransk nationalist, särskilt mot Tyskland, och intog tidigt en skarpt kritisk hållning mot nationalsocialismen. Kérillis anklagade 1938 vissa franska presskretsar för att ta tyska mutor och angrep därvid bland annat Otto Abetz. Kérillis flydde 1940 till Storbritannien, anslöt sig till Charles de Gaulle och blev dennes representant i Kanada. Samma år bosatte han sig i New York och grundade tidningen Pour la victorie.